# Isocitrato desidrogenase
Isocitrato desidrogenase, é uma enzima que está incluída no ciclo do ácido cítrico, especificamente na terceira etapa do ciclo - a descarboxilação oxidativa do ácido isocítrico - tendo como produto alfa-cetoglutarato e dióxido de carbono, convertendo NAD para sua forma reduzida: NADH. Esse é um processo em duas fases aonde ocorre primeiro a oxidação do isocitrato para oxalosuccinato seguida da descarboxilação do grupo carboxila da cetona, formanto o alfa-cetoglutarato.
1. ↑  «Regulação da respiração celular (artigo) | Khan Academy». pt.khanacademy.org. Consultado em 19 de maio de 2021